# Каракалине терме
Каракалине терме (итал. Terme di Caracalla) су биле старе римске терме- јавна купатила грађена у Риму између година 212. и 216. за време римског цара Каракала. Ова грађевина је била у употреби све до 6. века када су је срушили Остроготи током Готских ратова 535. - 554. Током летњих олимпијских игара су се овде одржала такмичања у гимнастици. Године 2009. су терме биле оштећене земљотресом са епицентром код града Л'Аквила Данас је то један од значајних туристичких циљева. Неки њени делови нису доступни јавности због могућности ошећења мозаика у подовима зграде.

## Опис комплекса
Зграда комплекса терме трајала је пет година и била је завршена тек за време Елагабала и Септимија Севера. Првобитно су означаване као Антонијеве терме
. Простирала се на површини од 25 хектара и била је дугачка 228 m а широка 116. Мисли се да је била висока 38,5 m и да је могла да прими 1600 посетилаца. Цео ареал је био опклопљен са зградама у облику квадратног прстена у мерама 337x 328 m при чему су са истока и запада налегале две екстедре.
У комплекс се улазило преко портала са северне стране око ког су се налазили двоспратне зграде вероватно продавнице. На јужној страни се налазио стадион иза ког је била велика цистерне за воду. Део терми је била и библиотека у две сале са грчком литературом и римском литературом.
Ентеријер је био украшен мермерним плочама са вајерским делима у граниту и мозаиком на подовимаа са геометриским облицима па све до митолошких представа. Део зграде су биле две палаестрале где су посетиоци могли да вежбају и усавршавају своје тело. Ту се даље налазила гардероба – аподитериум, топла терма – калдариум, влажна терма тепидариум и пливачки базен нататио.